# District d'Accha
Le district d'Accha est l’un des dix-huit districts de la province de Paruro située dans le département de Cusco au Pérou.